# Natura 2000-område nr. 174 Maltrup Skov
Natura 2000-område nr. 174 Maltrup Skov  er et lille kystnært  Natura 2000-område der består af habitatområde H153 har et areal på    2 hektar, som udgøres af to små arealer med lysåben løvskov, og ligger ved Sakskøbing Fjord. Området er privtejet fredskov.
Området er udpeget fordi det er  levested for den sjældne bille eremit, som lever i gamle træer med hulheder og med solbeskinnede trækroner og stammer. Eremit er en prioriteret art i EU, dvs. at Danmark har et særligt ansvar for at beskytte denne art. Den er også regnet som en truet art på den danske rødliste.
Natura 2000-området ligger   i Vandområdedistrikt II Sjælland  i vandplanomåde  2.5 Smålandsfarvandet.  i Guldborgsund 

## Områdebeskrivelse
Området ligger syd for Orebygård, og udgøres af to delarealer med løvskov af især eg og bøg. Ejeren har i mange år ladet området ligge som urørt skov i en frivillig administrativ fredning. Naturtilstandsklassen for eremit i skoven er god, med  et mindre antal nuværende egnede værtstræer, et mindre antal nuværende egnede værtstræer, der også vil være egnede om 25 år, og et antal træer der kan udvikle sig til egnede værtstræer, samt  en god lystilgang til nuværende egnede værtstræer.